# Elephantomyia (Elephantomyia) dikopos
Elephantomyia (Elephantomyia) dikopos is een tweevleugelige uit de familie steltmuggen (Limoniidae). De soort komt voor in het Afrotropisch gebied.